# Jean Fernand-Lafargue

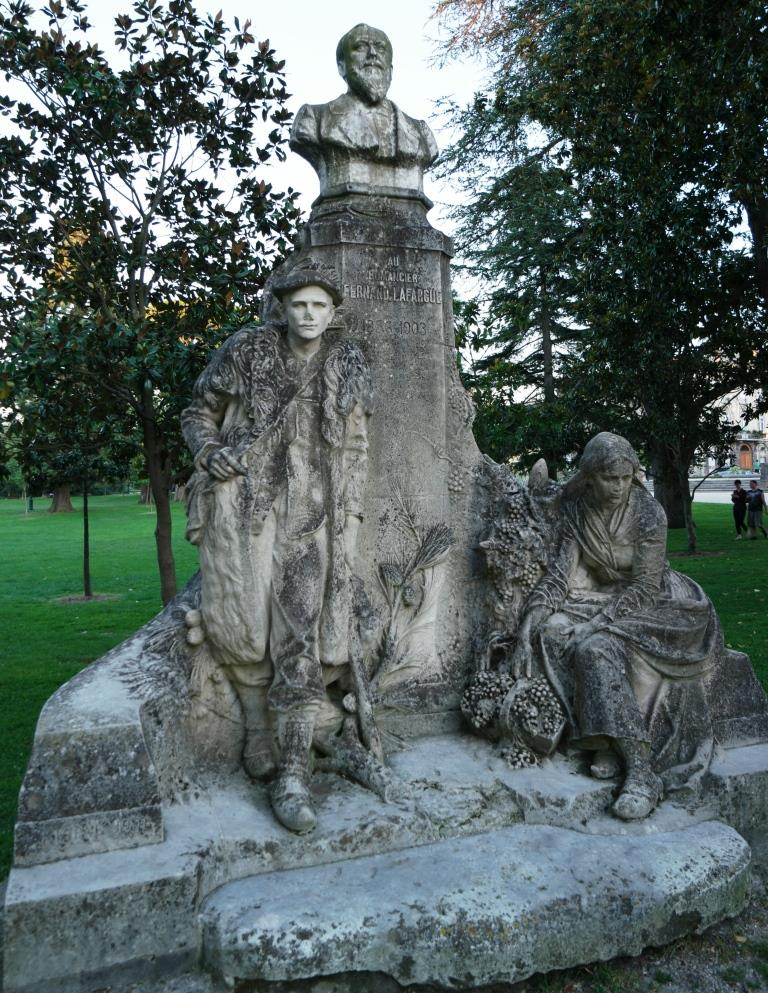
Denkmal für Jean Fernand-Lafargue in Bordeaux

Jean Fernand-Lafargue (* 20. Februar 1856 in Bordeaux; † 18. September 1903 in Talence) war ein französischer Schriftsteller.
Fernand-Lafargue absolvierte eine klassische Ausbildung bei den Jesuitenpatern und studierte dann bis 1881 Jura. Bereits während dieser Zeit arbeitete er als Journalist und schrieb Beiträge zu der Literaturrevue Le Troubadour. Nach dem Studium ging er nach Paris und wurde dort Redakteur des Journal La Petite République Française und der Revue La Famille.
1882 heiratete er Jeanne Philomène Laperche, die unter dem Namen Pierre de Coulevain mehrere Romane veröffentlichte. In der Folgezeit schrieb er neben Feuilleton-Beiträgen Erzählungen, Novellen und Romane. 1887 wurde er Mitglied der Société des Gens de Lettres, deren Vizepräsident er von 1899 bis zu seinem Tode war.
Für seinen 1899 erschienenen Roman Les Ouailles du Curé Fargeas wurde er von der Académie Française mit dem Prix Montyon ausgezeichnet. 1906 wurde ihm in Bordeaux ein Denkmal gesetzt, das der Bildhauer Jules Rispal schuf.
Nach ihm wurde in seiner Geburtsstadt die Place Fernand Lafargue benannt.

## Werke
- La Fausse Piste, Roman, 1885
- La Gourme, Roman, 1886
- Une Idylle à Taïti, Roman, 1887
- Fin d’Amour, Roman, 1890
- Parfum de Race, lyrische Komödie, 1892
- Feu et Fumée, Komödie, 1893 (UA Paris, Folies Bergère, 1892)
- Sans Aimer, Gedichte, 1893
- Le Coeur des Humbles, lyrische Komödie
- Une Seconde Femme, Roman, 1895
- Toujours Aimé!, Roman, 1898
- Les Ouailles du Curé Fargeas, Roman, 1899
- Baiser Perdu, Roman, 1899
- Les Ciseaux d’Or, Roman, 1900
- Les Amours passent, Roman, 1901
- Les Amours Bibliques - Ruth, Roman, 1901
- Le Clergé de France - L’Hostie, Roman, 1902
- La Fille des Vagues, Roman, 1902
- Le Point Noir, Roman, 1903
- La Palombière, Roman, 1904>
- Les Amours Bibliques - Bethsabée, Roman, 1904
- Les Amours Bibliques - Les Danglemar, Roman, 1904
- Inviolées, Profils de Femmes Honnêtes, Novellen, 1904
- Le Mythe de Prométhée, Essay, 1904
- Contes Réalistes, Moeurs d'Aujourd'hui, 1905
- La Fiancée Veuve, Roman, 1905
- Contes Violets, 1906
- Dette d’Honneur. Qui?, Roman, 1907
- Les Amours Bibliques - Rachel et Lia, Roman, 1907
- Le Comte Satan, Roman, 1909
- Contes Blancs, 1909
- Luttes d’Amour, Roman
- Floraisons d’Amours (in: Les Maîtres du Roman Populaire), 1915
- Horizons, Gedichte, 1925